# Scherma ai Giochi della X Olimpiade
La scherma alle Olimpiadi estive del 1932 fu rappresentata da sette eventi.

## Eventi
| Arma     | Uomini      | Uomini    | Donne       | Donne     | Totale |
| Arma     | Individuale | A squadre | Individuale | A squadre | Totale |
| -------- | ----------- | --------- | ----------- | --------- | ------ |
| Spada    | ■           | ■         | N/D         | N/D       | 2      |
| Fioretto | ■           | ■         | ■           | N/D       | 3      |
| Sciabola | ■           | ■         | N/D         | N/D       | 2      |
| Totale   | 3           | 3         | 1           | 0         | 7      |

## Podi

### Uomini
| Evento                          | Oro | Argento                                                                                               | Bronzo |
| Spada                           | | | |
| Spada individuale (dettagli)    | Giancarlo Cornaggia-Medici                                                                               | Georges Buchard                                                                                       | Carlo Agostoni                                                                                             |
| Spada a squadre (dettagli)      | Francia Fernand Jourdant Bernard Schmetz Georges Tainturier Georges Buchard Jean Piot Philippe Cattiau   | Italia Carlo Agostoni Franco Riccardi Renzo Minoli Saverio Ragno Giancarlo Cornaggia-Medici           | Stati Uniti George Calnan Gustave Heiss Tracy Jaeckel Miguel deCapriles Curtis Shears Frank Righeimer      |
| Fioretto                        | | | |
| Fioretto individuale (dettagli) | Gustavo Marzi                                                                                            | Joseph Levis                                                                                          | Giulio Gaudini                                                                                             |
| Fioretto a squadre (dettagli)   | Francia Édouard Gardère René Lemoine René Bondoux René Bougnol Philippe Cattiau Jean Piot                | Italia Giulio Gaudini Gioacchino Guaragna Gustavo Marzi Ugo Pignotti Rodolfo Terlizzi Giorgio Pessina | Stati Uniti George Calnan Joseph Levis Dernell Every Hugh Alessandroni Frank Righeimer Richard Steere      |
| Sciabola                        | | | |
| Sciabola individuale (dettagli) | György Piller-Jekelfalssy                                                                                | Giulio Gaudini                                                                                        | Endre Kabos                                                                                                |
| Sciabola a squadre (dettagli)   | Ungheria Attila Petschauer Ernő Nagy Gyula Glykais György Piller-Jekelfalssy Aladár Gerevich Endre Kabos | Italia Gustavo Marzi Giulio Gaudini Renato Anselmi Emilio Salafia Arturo De Vecchi Ugo Pignotti       | Polonia Tadeusz Friedrich Marian Suski Władysław Dobrowolski Władysław Segda Adam Papée Leszek Lubicz-Nycz |

### Donne
| Evento                          | Oro         | Argento       | Bronzo            |
| Spada                           |             |               |                   |
| Fioretto individuale (dettagli) | Ellen Preis | Judy Guinness | Erna Bogen-Bogáti |

## Medagliere
| Posizione | Paese         |   |   |   | Totale |
| --------- | ------------- | - | - | - | ------ |
| 1         | Italia        | 2 | 4 | 2 | 8      |
| 2         | Francia       | 2 | 1 | 0 | 3      |
| 3         | Ungheria      | 2 | 0 | 2 | 4      |
| 4         | Austria       | 1 | 0 | 0 | 1      |
| 5         | Stati Uniti   | 0 | 1 | 2 | 3      |
| 6         | Gran Bretagna | 0 | 1 | 0 | 1      |
| 7         | Polonia       | 0 | 0 | 1 | 1      |
| Totale    | Totale        | 7 | 7 | 7 | 21     |